# Administrateur Supérieur von Wallis und Futuna
Der Administrateur Supérieur oder Präfekt von Wallis und Futuna ist der Vertreter des französischen Staatspräsidenten und des französischen Staates selbst im französischen Überseegebiet Wallis und Futuna. Die Behörde hat ihren Sitz in Mata Utu auf Wallis, während ein untergeordneter Vertreter des Administrateur Supérieurs im Rang eines Unterpräfekten auf Futuna residiert. Derzeitiger Amtsinhaber ist seit 2017 Jean-Francis Treffel.
Er wird vom französischen Innenminister zusammen mit dem Premierminister vorgeschlagen und benötigt die Unterschrift des Überseeministers, des Premierministers und des Staatspräsidenten, den der Administrateur Supérieur vertritt. Für die Einsetzung wird ein Dekret verfasst und unterzeichnet.

## Administration Supérieure
Der Administrateur Supérieur ist oberster Verwaltungsbeamter des Überseegebiets und leitet die Administration Supérieure, die sonach die höchste Verwaltungsbehörde und Amtssitz des Administrateur Supérieurs ist. Sie ist somit der Präfektur eines Départements im französischen Mutterland gleich. Zwei Privatsekretäre arbeiten als Assistenz des Administrateur Supérieurs in der Administration Supérieure.
Dem Administrateur Supérieur unterstehen außerdem folgende untergeordnete Dienste:
- Generalsekretariat (Secrétaire Général)[6]
- Bürostelle (Services du cabinet)[7]
- Koordinationsdienst für öffentliche Politik und Entwicklung (Service de Coordination des Politiques Publiques et du Développement)[8]
- Finanzdienst (Service des Finances)[9]
- Dienst für Wirtschaft und Entwicklung (Service des Affaires Économiques et du Développement)[10]
- Dienststelle für Wahlen (Service de la Réglementation et des Élections)[11]
- Personaldienst (Service des Ressources Humaines)[12]
- Informations- und Kommunikationssystemdienst (Service des Systèmes d'Information et de Communication)[13]
- Büro für Haushalt und Logistik (Bureau du Budget et de la Logistique)[14]

## Frühere Vertreter Frankreichs in Wallis und Futuna
In der Kolonialzeit bis 1961 hatten die Vertreter Frankreichs unterschiedliche Namen; seitdem sind sie Administrateurs Supérieurs im Rang eines Präfekten.

### Chargé de mission
Als chargé de mission wurde der Missionar Frankreichs auf Wallis und Futuna vom 7. April 1887 bis zum 26. Juni 1888 bezeichnet, der gleichzeitig Resident war.
| Name                   | Amtszeit                        | Anmerkungen           |
| ---------------------- | ------------------------------- | --------------------- |
| Antoine Marius Chauvot | 7. April 1887 bis 26. Juni 1888 | gleichzeitig Resident |

### Residenten
Als Resident (frz. résident) wurden die Vertreter Frankreichs bis zum Ende der Kolonialzeit 1961 bezeichnet.
| Name                                      | Amtszeit                               | Anmerkungen |
| ----------------------------------------- | -------------------------------------- | --- |
| Antoine Marius Chauvot                    | 7. April 1887 bis 1. März 1892         | gleichzeitig als Missionar |
| Henri Valentin, comte Dodun de Kéroman    | 1. März 1892 bis 6. Februar 1893       | 1. Amtszeit |
| Marius Valzi                              | 6. Februar 1893 bis 1895               | interim |
| Henri Valentin, comte Dodun de Kéroman    | 1895 bis 1896                          | 2. Amtszeit |
| Henri Dominique Lefebvre de Sainte-Marie  | 16. Februar 1896 bis 1897              | |
| Jacques Émile Proche                      | 20. Oktober 1897 bis 27. Mai 1898      | |
| Étienne Joseph Ponge                      | 27. Mai 1898 bis 1902                  | |
| Jean Marie Édouard Chaffaud               | 20. November 1902 bis April 1904       | |
| Maxime Viala                              | 1. Dezember 1905 bis 31. August 1909   | |
| Victor Jean Brochard                      | 31. August 1909 bis 1. Dezember 1910   | 1. Amtszeit |
| Louis Bouge                               | 31. März 1911 bis 26. März 1912        | interim |
| Victor Jean Brochard                      | April 1912 bis Januar 1914             | 2. Amtszeit |
| Jacques Joubert                           | Januar 1914                            | interim |
| Édouard Victor Magnien                    | 20. Januar 1914 bis Juni 1916          | |
| Georges Mallet                            | 20. Januar 1914 bis März 1914          | vertretend für Édouard Victor Magnien (1. Amtszeit)                                                                                              |
| Georges Mallet                            | Juni 1916 bis Dezember 1921            | (2. Amtszeit) |
| Gaston Marius Bécu                        | 29. Dezember 1921 bis 22. August 1924  | interim bis 15. April 1922 |
| Georges Charles Paul Barbier              | 12. November 1924 bis 29. März 1928    | |
| Jean Marchat                              | 5. Mai 1928 bis 25. Mai 1931           | |
| Georges Jean Louis Renaud                 | 27. Mai 1931 bis 7. Juni 1933          | |
| Alexis Bernast                            | 7. Juni 1933 bis 16. September 1933    | interim |
| Joseph Jean David                         | 16. September 1933 bis 4. Februar 1938 | |
| Eugène Auguste Lamy                       | 4. Februar 1938 bis 4. Juli 1940       | |
| Léon Émile Marie Prosper Jacques Vrignaud | 4. Juli 1940 bis 27. Mai 1942          | unterstellte sich selbst dem Generalgouverneur von Französisch-Indochina (Vichy-Regime), anstatt des de-Gaulle-treuen Gouverneurs Neukaledoniens |
| Jean-Baptiste Mattei                      | 27. Mai 1942 bis 7. Dezember 1944      | |
| Robert Maxime Charbonnier                 | 7. Dezember 1944 bis 21. Oktober 1946  | |
| Pierre Robert Jean Marie Fargis           | 22. Oktober 1946 bis 26. Januar 1947   | |
| Marcel Alexandre Étienne Chomet           | 27. Januar 1947 bis 31. Dezember 1948  | |
| Michel Cresson                            | 1. Januar 1949 bis 25. September 1951  | |
| Jean-Flavien Folie, dit Desjardins        | 26. September 1951 bis 11. Juli 1953   | |
| Charles Claude Séraphin André             | 12. Juli 1953 bis 24. Januar 1955      | |
| Bernard François Joseph Heintz            | 24. Januar 1955 bis 4. November 1956   | |
| Maurice Antoine Rougetet                  | 4. November 1956 bis 2. August 1958    | |
| Pierre Fauché                             | 3. August 1958 bis 9. Juli 1961        | |
| Jacques Emmanuel Victor Herry             | 10. Juli 1961 bis 7. Oktober 1961      | letzter Resident der Kolonialzeit |

### Administrateurs Supérieurs
| Name                                     | Amtszeit                                | Anmerkungen                      |
| ---------------------------------------- | --------------------------------------- | -------------------------------- |
| Jean Léon Périé                          | 7. Oktober 1961 bis 21. März 1962       |                                  |
| Jacques Emmanuel Victor Herry            | 21. März 1962 bis 13. August 1962       | interim                          |
| Jean Marie Pierre Bertrand               | 13. August 1962 bis 28. Januar 1964     |                                  |
| André Pierre François Duc-Dufayard       | 11. März 1964 bis 20. April 1966        |                                  |
| Fernand Lamodière                        | 20. April 1966 bis 19. Juli 1968        | führte Amt bis 26. Juli 1966 aus |
| Jacques Frédéric Gabriel Bach            | 30. Juli 1968 bis 25. März 1971         |                                  |
| Guy Robert Boileau                       | 25. März 1971 bis 26. August 1972       |                                  |
| Jacques Ferrante de Agostini             | 19. Oktober 1972 bis 25. November 1974  |                                  |
| Yves Robert Émile Louis Arbellot-Repaire | 22. März 1975 bis 29. Oktober 1976      |                                  |
| Henri Charles Beaux                      | 6. November 1976 bis 2. Mai 1979        |                                  |
| Pierre Jean Marc Isaac                   | 11. Juli 1979 bis 24. Dezember 1980     |                                  |
| Robert Gilbert Georges Thil              | 31. Dezember 1980 bis 17. Dezember 1983 |                                  |
| Michel Kuhnmunch                         | 25. Januar 1984 bis 11. April 1985      |                                  |
| Bernard Lesterlin                        | 3. Dezember 1985 bis 17. April 1986     |                                  |
| Jacques Le Hénaff                        | 15. Juli 1986 bis 13. September 1987    |                                  |
| Gérard Lambotte                          | 17. November 1987 bis 1. September 1988 |                                  |
| Roger Dumec                              | 6. September 1988 bis 30. August 1990   |                                  |
| Robert Pommies                           | 25. Oktober 1990 bis 5. Februar 1993    |                                  |
| Philippe Legrix                          | 15. März 1993 bis 26. Juli 1994         |                                  |
| Léon Alexandre Legrand                   | 7. August 1994 bis 20. Februar 1996     |                                  |
| Claude Pierret                           | 27. Februar 1996 bis 19. November 1998  |                                  |
| Christian Dors                           | 23. November 1998 bis 25. Mai 2000      |                                  |
| Alain Waquet                             | 26. Juli 2000 bis 3. September 2002     |                                  |
| Christian Job                            | 17. September 2002 bis 18. Januar 2005  |                                  |
| Xavier de Fürst                          | 18. Januar 2005 bis August 2006         |                                  |
| Richard Didier                           | 14. August 2006 bis August 2008         |                                  |
| Philippe Paolantoni                      | 8. September 2008 bis 28. Juni 2010     |                                  |
| Michel Jeanjean                          | 12. Juli 2010 bis 30. März 2013         |                                  |
| Michel Aubouin                           | 30. März 2013 bis Januar 2015           |                                  |
| Marcel Renouf                            | 19. Januar 2015 bis 1. Februar 2017     |                                  |
| Jean-Francis Treffel                     | 1. Februar 2017 bis heute               |                                  |